# タワン・ボグド
タワン・ボグド（モンゴル語: Таван богд, [tɑwɑŋ ˈbɔɡ.dɔ]）は、モンゴルにある連山である。中国とロシアとの三国国境地帯にある。最高峰のフィティン山（海抜4374メートル）は、モンゴルの最高地点である。
タワン・ボグドはモンゴルのバヤン・ウルギー県に所在する。北側の斜面はロシアのアルタイ共和国に、西側の斜面は中国の新疆ウイグル自治区イリ・カザフ自治州アルタイ地区ブルチン県に属する。
最高峰のフィティン山を含め、タワン・ボグドには5つの山頂がある。タワン・ボグドはモンゴル語で「5人の聖人」の意味である。他の山頂は、ナイラムダル山、マルチン山、ブルゲド山、ウルギー山である。

## 国境
三国間協定や公開された地形図によると、中露国境、中蒙国境、露蒙国境の接合点は、北緯49度10分13.5秒 東経87度48分56.3秒 / 北緯49.170417度 東経87.815639度にある標高4081メートルまたは4104メートルの峰である。三国間協定および地形図では、この峰は「タワン・ボグド峰」（ロシア語: Таван-Богдо-Ула, Tavan-Bogdo-Ula; モンゴル語: Таван  Богд  Уул, Tavan Bogd Uul）または奎屯山（ピン音:Kuítún shān）と呼ばれている。
この地点は常に雪に覆われており、かつ到達が困難な場所にあるため、関係3か国はこの地点に国境標識を設置しないことで合意した。
一部の情報源では、三国国境地点の名称を「ナイラムダル山」としているが、これは三国間協定や地形図では確認できない。
タワン・ボグドの他の山頂は、中国＝モンゴル国境もしくはモンゴル＝ロシア国境にある。最高峰のフィティン山は中国＝モンゴル国境にあり、三国国境地点の約2.5キロメートル南にある。

## 山頂
タワン・ボグドにある5つの山頂は以下の通りである。
| 山名           | 標高    |
| -------------- | ------- |
| フィティン山   | 4,374 m |
| ナイラムダル山 | 4,180 m |
| ブルゲド山     | 4,068 m |
| マルチン山     | 4,050 m |
| ウルギー山     | 4,050 m |

## 氷河

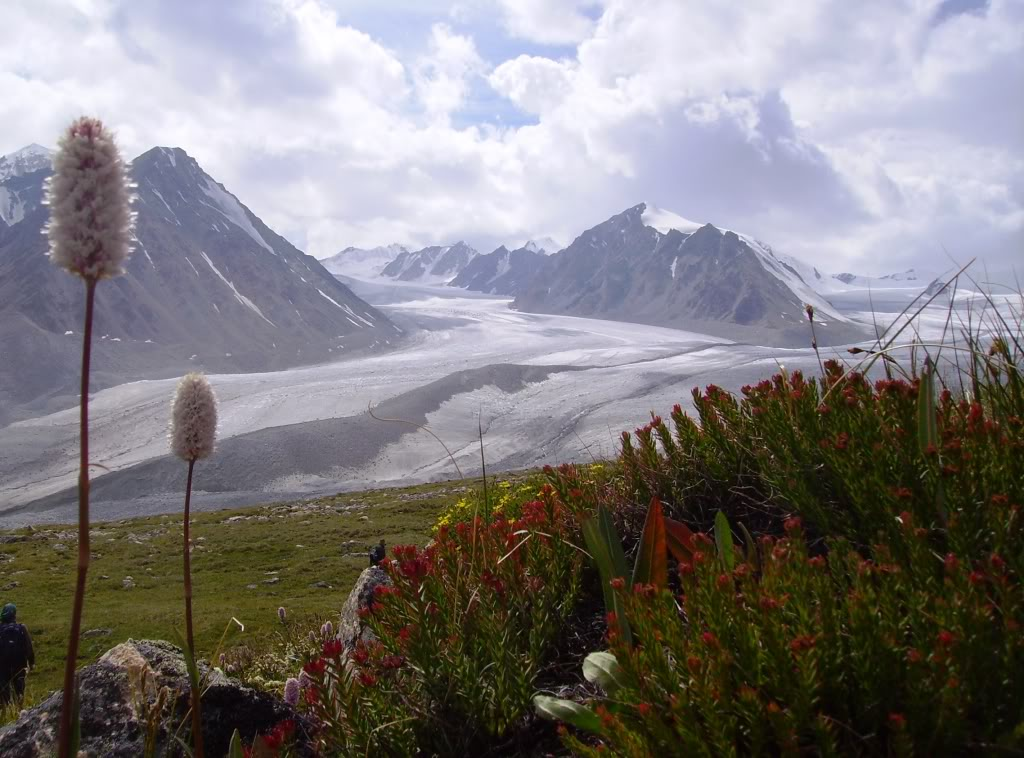
タワン・ボグドと氷河

衛星からの観測によると、2009年のタワン・ボグドの氷河の総面積は204 km2だった。1989年の氷河の面積は213 km2だった。つまり、20年間で氷河の面積は4.2%減少した。
山塊が属する国のうち、最大の氷河を有するのはモンゴルである。モンゴル最大の氷河であるポタニン氷河やアレクサンドラ氷河などがある。
2011年の推定によると、タワン・ボグドの北側斜面（ロシア側）には12の氷河があり、合計面積は22.8 km2である。ロシアの研究者によると、山塊の北側斜面の氷河の面積は1962年から2002年の間に11%減少し、2002年から2009年の間でさらに12%減少した。

## 国立公園と自然保護区
タワン・ボグドが属する3つの国全てで、特別保護区域が指定されている。
モンゴル側は、アルタイ・タワン・ボグド国立公園内にある。公園の面積は6,362km²である。この国立公園には、コトン湖、フルガン湖、ダヤン湖が含まれる。保護区域には、アルガリ、アイベックス、アカシカ、ムナジロテン、ヘラジカ、セッケイ、イヌワシなど、多くの高山動物が生息している。
国境のロシア側では、タワン・ボグドの北に隣接するウコク高原が、世界自然遺産「アルタイの黄金山地」の一部となっている。
国境の中国側の斜面にある氷河供給流は、アックル湖（阿克库勒湖）に流れ込み、さらに南のカナス湖に流れ込む。カナス湖地域は、中華人民共和国国家観光局によって中国の観光地等級AAAAAに指定された。面積5,588km²の地域がカナス湖自然風景保護区（zh:喀纳斯湖自然风景保护区）に指定された。